# 366 (liczba)
366 (trzysta sześćdziesiąt sześć) – liczba naturalna następująca po 365 i poprzedzająca 367.

## W nauce
- galaktyka NGC 366

## W kalendarzu
366. dniem w roku jest ? (w latach przestępnych jest to 31 grudnia). Zobacz też co wydarzyło się w roku 366 oraz w roku 366 p.n.e.